# Phyllolepidum rupestre
Phyllolepidum es un género monotípico de fanerógamas perteneciente a la familia Brassicaceae. Su única especie: Phyllolepidum rupestre es originaria de los Apeninos y los Balcanes.

## Taxonomía
Phyllolepidum rupestre fue descrita por (Ten.) Trinajstic y publicado en Razpr. Slov. Akad. Znan. Umet. 31: 363 (1990)
Sinonimia
- Aurinia rupestris subsp. rupestris
- Lepidophyllum rupestre (Ten.) Trinajstic
- Alyssum rupestre Ten. basónimo
- Koniga rupestris (Ten.) Heynh.
- Ptilotrichum rupestre (Ten.) Boiss.[3]